# マック・アールバーグ
マック・アールバーグ（Mac Ahlberg、1931年6月12日 - 2012年10月26日）は、スウェーデンの撮影監督。ストックホルム出身。
1960年代からスウェーデン映画界で活動を始め、1970年代後半に渡米、主にSF映画やホラー映画の撮影を多く手がけた。
2012年10月26日、心不全のため死去、81歳。

## 主な作品
- ファニー・ヒル Fanny Hill (1968)
- 絶頂の女/フロッシー Flossie (1974)
- ヘルナイト Hell Night (1981)
- セダクション 盗撮された女 The Seduction (1982)
- 悪魔の寄生虫パラサイト Parasite (1982)
- 個人授業 (映画)（英語版） My Tutor (1983)
- チェーンヒート Chained Heat (1983)
- メタルストーム Metalstorm: The Destruction of Jared-Syn (1983)
- ヤング・ウォリアーズ Young Warriors (1983)
- SFダンジョン・マスター/ 魔界からの脱出 Ragewar (1984)
- グーリーズ Ghoulies (1985)
- プライムリスク Prime Risk (1985)
- トランサーズ/未来警察2300 Trancers (1985)
- ZOMBIO/死霊のしたたり Re-Animator (1985)
- エリミネーターズ Eliminators (1986)
- ガバリン House (1986)
- SFソードキル Ghost Warrior (1986)
- SFゾーン・トゥルーパーズ（英語版）Zone Troopers (1986)
- フロム・ビヨンド From Beyond (1986)
- ガバリン2 タイムトラぶラー House II: The Second Story (1987)
- プリズン Prison (1987)
- ザ・デプス DeepStar Six (1989)
- デビルジャンク（英語版） The Horror Show (1989)
- ジャンクウォーズ2035 Crash and Burn (1990)
- ロボ・ジョックス Robot Jox (1990)
- オスカー Oscar  (1991)
- ネイルズ Nails (1992)
- イノセント・ブラッド Innocent Blood (1992)
- スリー・リバーズ Striking Distance (1993)
- ビバリーヒルズ・コップ3 Beverly Hills Cop III (1994)
- ゆかいなブレディ一家/我が家がイチバン The Brady Bunch Movie (1995)
- トークショー The Late Shift (1996)
- ゆかいなブレディー家/トラブルinハワイ A Very Brady Sequel (1996)
- スペース・トラッカー Space Truckers (1996)
- セカンドインパクト Second Civil War (1997)
- グッド・バーガー Good Burger (1997)
- エア・レイジ Air Rage (2001)
- ザ・コンタクト Groom Lake (2002)
- キング・オブ・バイオレンス King of the Ants (2003)